# Nikitin-Shevchenko IS
Nikitin-Schyevchyenko IS, (Istrebitel Skladnoi – tiêm kích cánh gập), là một loại tiêm kích sản xuất ở Liên Xô từ năm 1938, nhưng đã bị hủy bỏ.

## Biến thể
- IS-1
- IS-2
- IS-3
- IS-4

## Tính năng kỹ chiến thuật (IS-1)
Dữ liệu lấy từ Gunston, Bill. "Encyclopedia of Russian Aircraft 1875-1995". London:Osprey. 1995. ISBN 1-85532-405-9
Đặc điểm tổng quát
- Kíp lái: 1
- Chiều dài: 6.79 m (22 ft 2-1/3 in)
- Sải cánh: 8.6 m (28 ft 2-1/2 in)
- Diện tích cánh: 20.83 m2 (224 ft2)
- Trọng lượng rỗng: 1,400 kg (3,086 lb)
- Trọng lượng có tải: 2,300 kg (5,070 lb)
- Powerplant: 1 × M-63, 820.27 kW (1,100 hp)

Hiệu suất bay
- Vận tốc cực đại: 453 km/h (281 mph)
- Tầm bay: 600 km (372.8 dặm)
- Trần bay: 8,800 m (28,870 ft)
- Vận tốc lên cao: 10.16 m/s (2000.5 ft/phút)

Vũ khí trang bị
- 4 x súng máy ShKAS 7,62mm